# Počaply
Počaply (en allemand : Potschapl) est une commune du district de Příbram, dans la région de Bohême-Centrale, en République tchèque. Sa population s'élevait à 110 habitants en 2020.

## Géographie
Počaply se trouve à 3,2 km au sud-est du centre de Březnice, à 17 km au sud de Příbram et à 69 km au sud-ouest de Prague.
La commune est limitée par Březnice à l'ouest et au nord, par Nestrašovice au nord-est, par Myslín à l'est, et par Mirovice et Drahenice au sud.

## Histoire
La première mention écrite de la localité date de 1380.

## Administration
La commune se compose de deux quartiers :
- Počaply
- Stražiště

## Transports
Par la route, Počaply se trouve à 3,5 km de Březnice, à 22,5 km de Příbram et à 78 km de Prague.